# 89a Brigada Mixta (Exèrcit Popular de la República)
La 89a Brigada Mixta va ser una de les Brigades Mixtes creades per l'Exèrcit Popular de la República per a la defensa de la Segona República Espanyola durant la Guerra Civil Espanyola. Va estar present en el front d'Andalusia, on no va participar en cap operació destacada.

## Historial
A la fi de març de 1937, es va crear en el front de Còrdova una Brigada mixta «B» que havia de ser, posteriorment, la 89a Brigada Mixta. La seva composició era: batallons 1r i 2n —procedents de l'antiga columna «Maroto»— i batallons 3r i 4t —que venien de la columna «Milícies Culturals de Jaén». Ostentava el comandament el comandant d'infanteria José Villagrán Ganzinotto que, en iniciar-se la guerra civil, era capità destinat en la Caixa de Recluta núm. 8 de Jaén. La Brigada va quedar molt aviat va quedar enquadrada en la 20a Divisió del IX Cos d'Exèrcit que tenia la seva caserna general a Andújar.
L'historial de la Brigada es va caracteritzar per dos comptants: la seva adscripció a la 20a Divisió, en la qual va romandre tota la guerra i trobar-se sempre en un mateix sector d'Andújar, que es va assenyalar per l'absència de fets bèl·lics d'importància. Durant la guerra van ser caps d'Estat Major els Capitans de milícies Ostalet i Manuel Marín Guerrero, mentre que el Comissari era Alfonso Fernández Torres, de la UGT. No obstant, al febrer de 1939 el Major de milícies José María Aguirre Lobo tenia el comandament de la brigada, mentre que en la prefectura d'Estat Major es trobava el Capità de milícies Guillermo Vázquez Rodríguez.